# Dysdera hirguan
Dysdera hirguan är en spindelart som beskrevs av Arnedo, Oromí och Ignacio Ribera 1997. Dysdera hirguan ingår i släktet Dysdera och familjen ringögonspindlar.
Artens utbredningsområde är Kanarieöarna. Inga underarter finns listade i Catalogue of Life.